# Гамильтон, Томас
Томас Гамильтон (Thomas Hamilton, 11 января 1784, Глазго, Шотландия — 24 февраля 1858, Эдинбург, Шотландия) — шотландский архитектор, один из ведущих представителей «греческого возрождения» в Шотландии и один из основателей Королевской шотландской академии.
По проектам Гамильтона были созданы многие примечательные здания и памятники Эдинбурга, в том числе Старая Королевская школа на южном склоне Колтон-Хилл (долгое время рассматривавшаяся как возможная резиденция парламента Шотландии), здание Королевского колледжа врачей Эдинбурга
Королевского колледжа врачей Эдинбурга, Мост Георга IV над улицей Каугейт, Сиротский приют Дина (позднее — Галерея Дина, ныне — Шотландская национальная галерея современного искусства) и Обелиск жертвам политических репрессий на Старом Колтонском кладбище. Среди работ Гамильтона — памятники Роберту Бёрнсу в Алловее (Саут-Эршир, Шотландия) и Эдинбурге (на Колтон-Хилл), частный дом в округе Дамфрис-энд-Галловей, здания магазинов и банков, а также неоготические постройки для Свободной церкви Шотландии в разных городах, в том числе пресвитерианская церковь прихода Нью-Норт в Эдинбурге (ныне театр «Бедлам»).

## Биография

### Ранние годы
Гамильтон родился 11 января 1784 года в Глазго (Шотландия), в семье Томаса Гамильтона-старшего (1754—1824) и Джин Гамильтон, урождённой Стивенсон (Stevenson). Его родители обвенчались в Кэнонгейтской церкви (Эдинбург) в 1783 году. Гамильтон-старший был плотником, мебельщиком и архитектором. После рождения сына он перевез семью в Эдинбург, где открыл мастерскую в Броудиз-клоуз (Brodies Close) и впоследствии принял участие во многих важных архитектурных проектах.
В 1790—1791 годах Гамильтон-старший реконструировал пятиэтажное здание у входа в проулок Олд-Эссембли-клоуз (Old Assembly Close) на Королевской миле (ныне дом № 166 по Хай-стрит) и поселился в нём с женой и сыном, заняв три верхних этажа. В работе над этим проектом Гамильтон-старший впервые применил архитектурный приём, который позднее использовал в застройке Сент-Эндрю-сквер в Глазго: чтобы сделать фасад более примечательным, он увеличил высоту декорированной части здания, снабдив арочными окнами не только первый (как в соседних домах), но и второй этаж.
В 1796 году, в партнёрстве со своим братом Джоном, строителем и плотником, Томас Гамильтон-старший перестроил по новому проекту северо-западный угол собора Святого Эгидия. Гамильтону-младшему было всего двенадцать лет, но он уже с большим интересом наблюдал за работой отца.
Между 1795 и 1803 годами Гамильтон-старший выполнил множество выгодных заказов от городского совета Эдинбурга. Благодаря этому с 1785 года его сын смог посещать Королевскую высшую школу (ректором которой в то время был Александр Адам) и получил классическое образование.
В 1803 году Гамильтоны переехали в Новый город, поселившись в доме № 47 по Принсес-стрит, но отец семейства сохранил за собой мастерскую в проулке Алланз-клоуз (Allan's Close), на Королевской миле (Старый город). В почтовом реестре тех лет он значился как «мастер-ремесленник» (англ. wright), а Гамильтон-младший к этому времени уже стал подмастерьем отца (с 1801 года).
В том же году Гамильтон-младший потерял мать, а годом позже его отец женился вторично, на Маргарет Мак-Ара (McAra). Но после переезда и смерти первой жены дела Гамильтона-старшего пошли под гору, и молодого Томаса взял под опеку его дядя, Джон Гамильтон. С 1804 года Томас работал под его руководством, участвуя во многих его проектах и обучаясь мастерству каменщика. В 1812 году Джон умер, оставив почти все свое имущество 28-летнему племяннику.
Томас Гамильтон-старший между тем разорился и погряз в долгах. В 1818—1822 годах проходил ответчиком по нескольким искам от кредиторов, и в конце концов на его имущество был наложен арест. Лишившись возможности жить в столице, Гамильтон переехал в Карри пригород Эдинбурга, где и умер в июне 1824 года.

### Зрелые годы

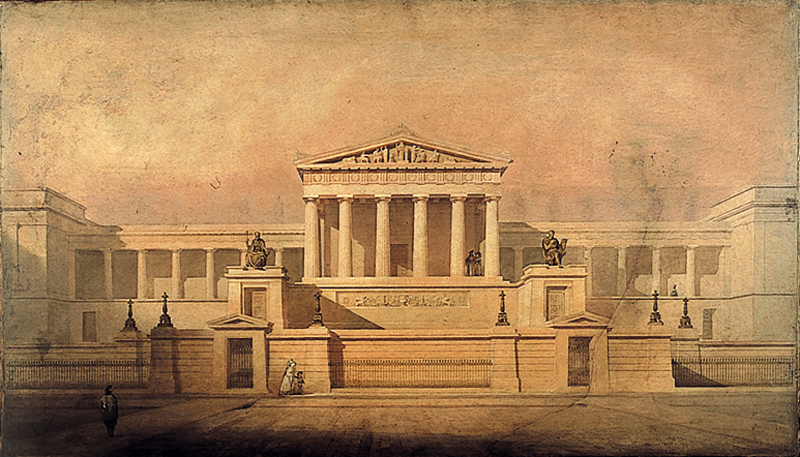
Проект (1823—1829, Эдинбург), предоставленный Томасом Гамильтоном как основание для примема в Королевскую шотландскую академию в 1831 году. Карандаш, акварель, бумага, 73,5 x 129,5 см

Самый ранний из сохранившихся архитектурных чертежей Гамильтона относится к 1813 году. Это план  реконструкции одного из домов на Сент-Эндрю-стрит в Эдинбурге, выполненный по заказу старшины гильдии для проекта Роберта Бёрна. В 1815 году несколько архитектурных чертежей Гамильтона были приняты на выставку Эдинбургского выставочного общества. Год спустя он принял участие в конкурсе на лучший проект по завершению здания Старого колледжа Эдинбургского университета, которое начали строить по проекту Роберта Адама еще в 1789 году. Победителем конкурса стал Уильям Плейфэр, но Гамильтон опубликовал свои чертежи отдельной брошюрой под названием «Пояснительные заметки к новому проекту по завершению строительства Эдинбургского колледжа». В марте 1817 года он выступил с предложениями по масштабной программе дорожного строительства, которая позволила бы соединить Старый город с южными и западными районами Эдинбурга.
Поворотной точкой в карьере Гамильтона стала победа в конкурсе на лучший проект памятника Роберту Бёрнсу в Алловее (октябрь 1817 года). Прототипом для этого монумента послужил афинский памятник Лисикрата, известный Гамильтону по книгам. В 1819 году архитектор безуспешно претендовал на пост главного инспектора градостроительных работ, но уже в следующем крупном проекте (1825—1829) проявил себя как выдающийся зодчий монументальных общественных зданий: созданная по его разработкам Старая Королевская школа (в то время называвшаяся «новой») на южном склоне Колтон-Хилл удостоилась многочисленных похвал от коллег и восхищённого признания со стороны эдинбуржцев.
Гамильтон работал преимущественно в неогреческом стиле, но по его проектам было создано несколько неоготических церквей и одна неороманская, ряд жилых зданий в стиле Тюдоров, традиционная шотландская колокольня в городе Эр и здание Сиротского приюта Дина, содержащее барочные элементы.
В 1826 году Гамильтон стал одним из 11 основателей Королевской шотландской академии и её казначеем до 1829 года, а затем, в 1845 году, снова занял эту должность. В 1827 году была, наконец, одобрена его программа по расширению городской дорожной сети, предложенная десятью годами ранее, и Гамильтона приняли на должность архитектора в Комитет по благоустройству Эдинбурга. Претворив в жизнь два крупных проекта (Мост Георга IV над улицей Каугейт и Кингз-бридж), в 1834 году Гамильтон покинул эту должность из-за раздоров между членами комитета и финансовых неурядиц.
С 1836 по 1846 год Гамильтон был действительным членом Королевского института британских архитекторов. В 1840-е годы он участвовал в строительстве галерей на Маунд и состоял в комитете по возведению памятника Джону Ноксу (1846). Двадцатью годами ранее он спроектировал дорическую колонну для памятника Джону Ноксу (1825) на территории Некрополя Глазго. Чертежи галерей для Маунда и неосуществлённый проект церкви Джона Нокса на Замковой скале (1829) удостоились золотой медали на Всемирной выставке 1855 года в Париже.
В 1850 году Гамильтон изложил свои взгляды на дальнейшее развитие архитектуры и искусств в Эдинбурге в «Открытом письме лорду Джону Расселу … о современном кризисе изящных искусств в Шотландии».

### Личная жизнь

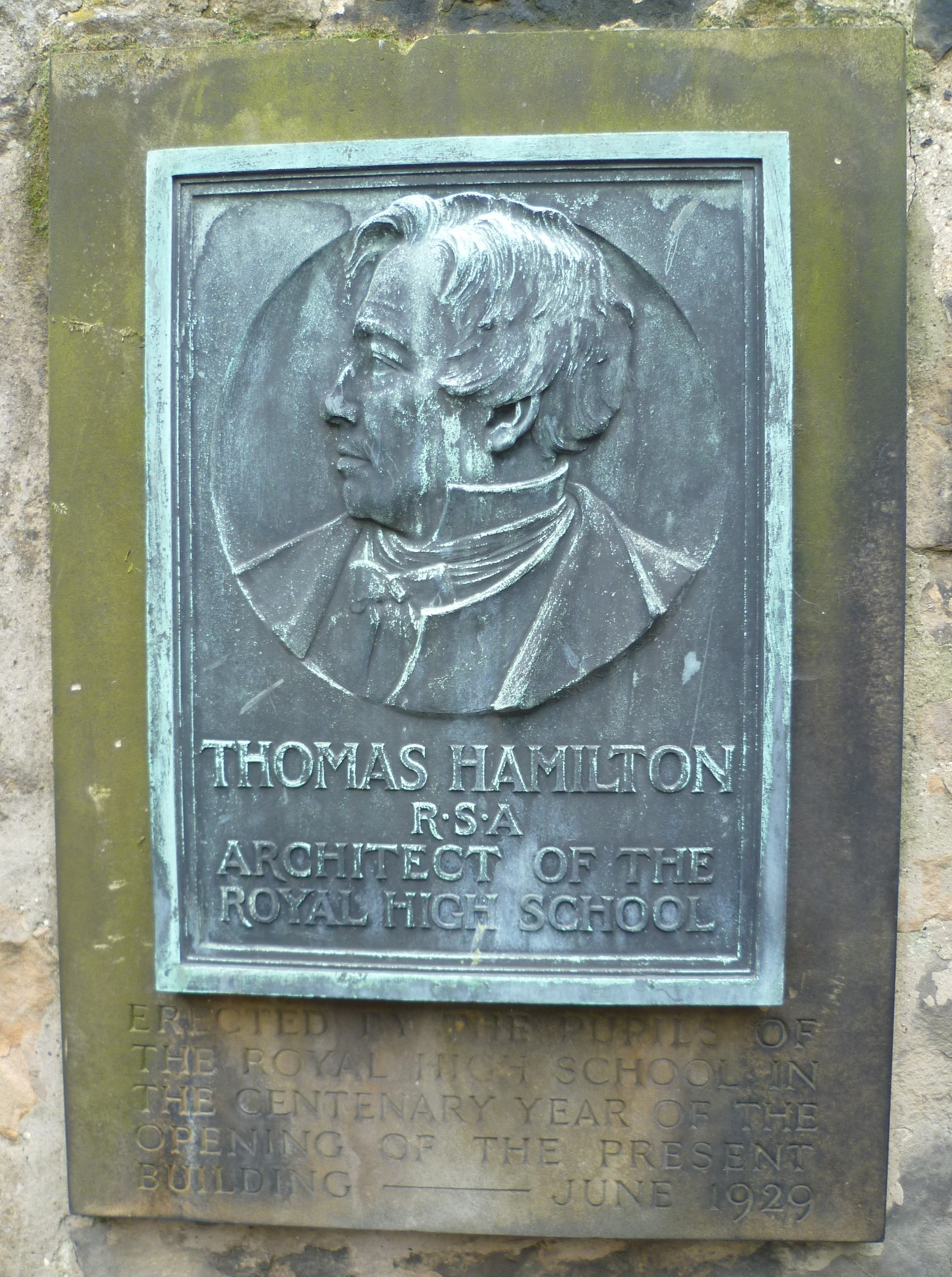
Мемориальная табличка в склепе Томаса Гамильтона, дар учеников Королевской высшей школы (Эдинбург, Колтон-Хилл, 1929)

Томас Гамильтон женился в 1813 году. За последующие годы у него родилось трое сыновей и две дочери. Из почтения к отцу — известному архитектору, носившему такое же имя, — его и в зрелом возрасте продолжали называть «Томас Гамильтон-младший, архитектор» (под таким именем он фигурирует в почтовом реестре 1823 года).
За всю жизнь у него было лишь трое учеников: Питер Гамильтон (один из его сыновей), Джон Хендерсон, позднее получивший известность как мастер неоготической церковной архитектуры, и Джон Старфорт, впоследствии внёсший значительный вклад в архитектуру Эдинбурга. Хендерсон и Старфорт учились у Гамильтона в 1830-е годы. В этот период архитектор проживал в доме № 57 на Йорк-плейс (восточная окраина Нового города), а затем переехал в дом № 41, где и провёл остаток лет. Под конец жизни он страдал глухотой, а его финансовое положение стало шатким, как о том свидетельствует сохранившееся завещание.
24 февраля 1858 года, после недолгой болезни, Гамильтон умер в своей мастерской (дом № 9 по Хоув-стрит). В кратком некрологе, опубликованном в «Лидс Интеллидженсер» (Leeds Intelligencer), было упомянуто лишь три его проекта: Старая Королевская школы, крупная дорожная сеть на северных подъездах к Эдинбургу и здание Королевского колледжа врачей.
Гамильтона похоронили на Старом Колтонском кладбище в склепе его дяди и учителя, Джона Гамильтона, расположенном в нескольких ярдах к югу от Обелиска жертвам политических репрессий. В 1929 году ученики Королевской высшей школы Эдинбурга, где когда-то учился и он сам, поместили в склепе Гамильтонов мемориальную табличку.

## Обелиск жертвам политических репрессий
27-метровый Обелиск жертвам политических репрессий, созданный по проекту Гамильтона, был воздвигнут на Старом Колтонском кладбище в 1844 году, в память о пятерых борцах за парламентскую реформу, которые были осуждены за подстрекательство к мятежу и в 1793 году сосланы на каторжные работы в Ботани-бей (Австралия). Средства на установку памятника были собраны по общественной подписке, организованной политиком-радикалом Джозефом Юмом. Надпись на обелиске гласит: 
Памяти Томаса Мьюира (Muir), Томаса Фиша Палмера (Palmer), Уильяма Скирвинга (Skirving), Мориса Маргаро (Margarot) и Джозефа Джерральда (Gerrald). Возведено Друзьями парламентской реформы в Англии и Шотландии, 1844. 
Далее следует цитата из речи Томаса Мьюира, произнесенной на заседании суда 30 августа 1793 года:
Я посвятил себя борьбе за дело Народа. Это доброе дело, и оно в конце концов возьмет верх. В конце концов оно восторжествует.

## Памятники Роберту Бёрнсу (в Эдинбурге и Алловее)

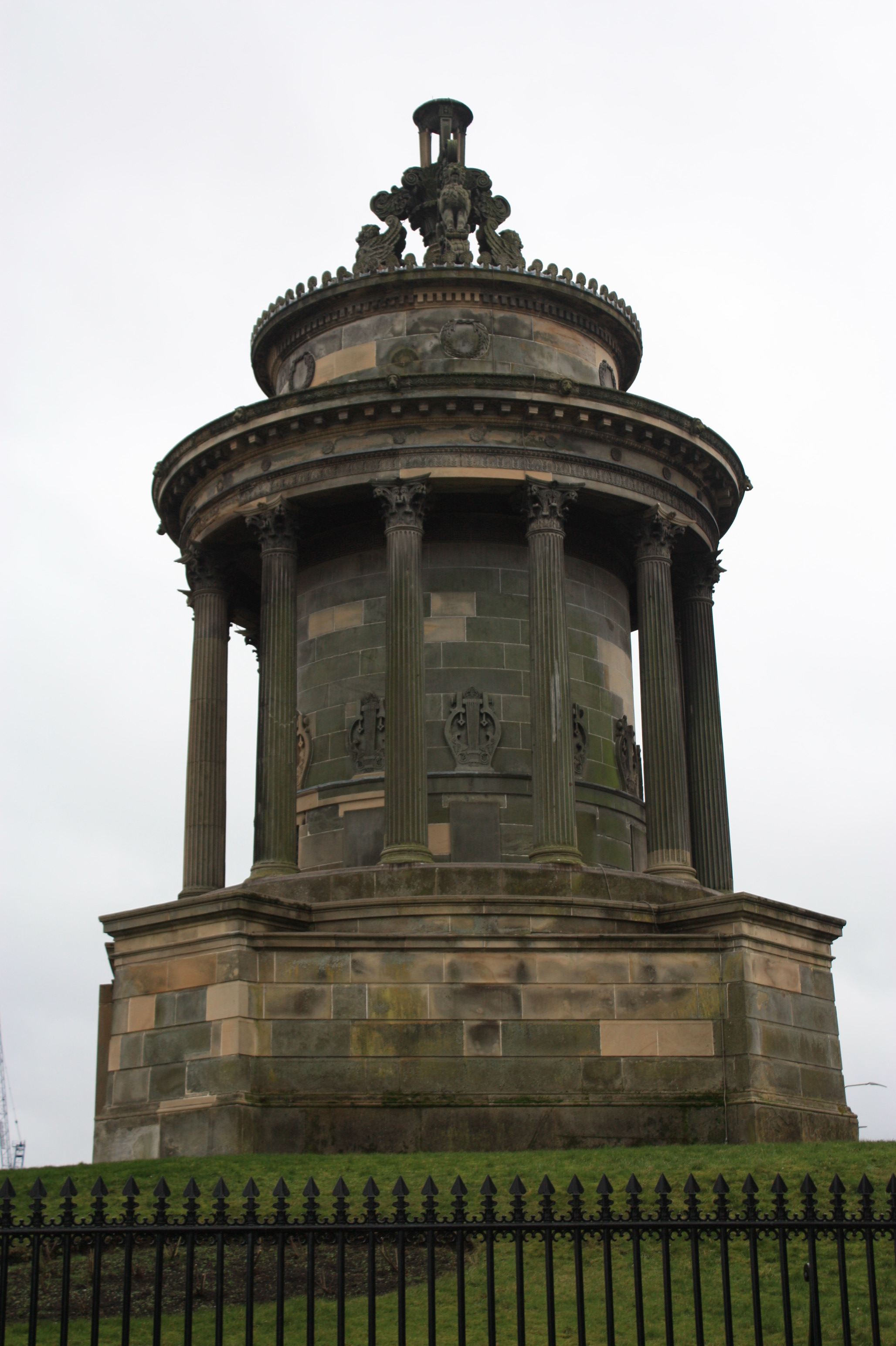
Памятник Роберту Бёрнсу работы Томаса Гамильтона, Эдинбург

В 1815 году на могиле Роберта Бёрнса в Дамфрисе был возведен мавзолей, который стал первым из длинной череды памятников и статуй этому поэту в разных городах и деревнях Шотландии. В октябре 1817 года в Эршире был объявлен конкурс на лучший проект памятника Бёрнсу в Алловее. Между тем Томас Гамильтон уже работал именно над таким проектом, взяв за образец памятник Лисикрата в Афинах — архитектурную форму, традиционно ассоциирующуюся с поэтами и поэзией. Гамильтон выиграл конкурс, но вскоре после закладки первого камня в основание памятника (1820) работы были остановлены из-за общественных дебатов. Строительство возобновилось лишь в 1825 году и завершилось в 1828-м. В 1854 году к мемориалу был добавлен бюст Роберта Бёрнса работы Патрика Парка (Park). В 1884 году его заменили бюстом работы Джона Стила, создавшего еще несколько статуй этого поэта и бюст Бёрнса для Уголка поэтов в Вестминстерском аббатстве.
В 1817 году по подписке среди шотландской диаспоры в Индии были собраны средства на памятник Бёрнсу в Эдинбурге. После многолетнего обсуждения, в 1831 году, заказ на этот проект получил Томас Гамильтон. Эдинбургский памятник Бёрнсу, установленный на вершине Колтон-Хилл, в основных чертах воспроизвел мемориал в Алловее, но был спроектирован так, чтобы вместить статую поэта в натуральную величину (эту статую работы Джона Флаксмана впоследствии перенесли в Национальную портретную галерею Шотландии, где она выставлена и по сей день).
Оба памятника Бёрнсу можно осмотреть не только снаружи, но и изнутри, но, в отличие от мемориала в Алловее, доступного для посетителей круглый год, эдинбургский мемориал открывают лишь по особым случаям (например, в День открытых дверей, в Эдинбурге обычно приходящийся на последний уик-энд октября). Во время Эдинбургского фестиваля искусств в 2016 году памятник Бёрнсу был открыт ежедневно с 28 июля по 28 августа.

## Основные архитектурные работы
В числе основных архитектурных работ Гамильтона:
- 1820: здание страховой компании «Норидж Юнион[англ.]» (Эдинбург, Принсес-стрит, 32); снесено около 1880 года
- 1822: особняк в Кингхорне[англ.] (округ Файф)
- 1823: магазин Джеймса Спиттала «Золотой воздушный шар» (The Gilded Balloon) на Каугейт[англ.] (Эдинбург), обращённый фасадом на Блэр-стрит; разрушен при пожаре на Каугейт в 2002 году
- 1824: залы «Хоуптоун» (Hopetoun Rooms) (Эдинбург, Квинс-стрит, 72); снесены в 1967 году
- 1824: памятник Джону Ноксу на территории Некрополя Глазго[англ.]
- 1825—1828: памятник Роберту Бёрнсу в Алловее[англ.] (Саут-Эршир)
- 1825—1829: Старая Королевская школа[англ.] на южном склоне Колтон-Хилл (Эдинбург)
- 1826: дома № 1-12 по Касл-террейс (Эдинбург)
- 1827—1830: здание городского совета в Эре
- 1828: Камстоун-хаус близ Керкубри
- 1829—1832: Мост Георга IV[англ.] над улицей Каугейт[англ.], в рамках программы благоустройства Лонмаркета (Эдинбург)
- 1829: неосуществлённый проект церкви Джона Нокса (Эдинбург)
- 1829: памятник сэру Роберту Листону и леди Листон на церковном кладбище в Гогаре[англ.]
- ок. 1830: здание Фолкон-холл на Морнингсайд-роуд (Эдинбург); снесено
- 1830: Памятник 309 французским военнопленным, погибшим в 1811—1814 годах в заключении на Веллифилдской бумажной фабрике (Пеникук[англ.], Мидлотиан)
- 1830: здание Артур-лодж (Arthur Lodge) на Далкит-роуд (Эдинбург); авторство проекта не установлено в точности
- 1830: магазин «Блэквудс» (Blackwood's Shop; Эдинбург, Джордж-стрит, 45)
- 1830—1832: Дом священника (The Manse) в Колдстриме
- 1831: Сиротский приют Дина (Dean Orphanage, позднее — Галерея Дина, ныне — Шотландская национальная галерея современного искусства) (Эдинбург)
- 1831: Памятник Роберту Бёрнсу в Эдинбурге
- 1831—1834: Башня Уоллеса[англ.] в Эршире
- 1836: приходская церковь в Эйлите[англ.] (Перт-энд-Кинросс)
- 1842: епископальная часовня на Бат-стрит (ныне Пилмур-стрит) в Данфармлине[англ.] (Файф)
- 1843: пресвитерианская церковь прихода Нью-Норт (Эдинбург, Форрест-роуд; ныне театр "Бедлам"[англ.])
- 1844: здание Королевского колледжа врачей Эдинбурга[англ.] (Эдинбург, Квин-стрит, 9)
- 1844: пресвитерианская церковь Святого Иоанна (Эдинбург, Джонстон-террейс)
- 1844: Обелиск жертвам политических репрессий[англ.] (Эдинбург, Старом Колтонском кладбище[англ.])
- 1848: реконструкция церкви Южного Лита[англ.]) (Эдинбург, Южный Лит)
- 1850: пресвитерианская церковь в Данбаре (Ист-Лотиан)
- 1850: церковь в Кенновее[англ.] (Файф)
- 1858: пристройки к замку Данбит (Кейтнесс)[1]

## Галерея архитектурных работ

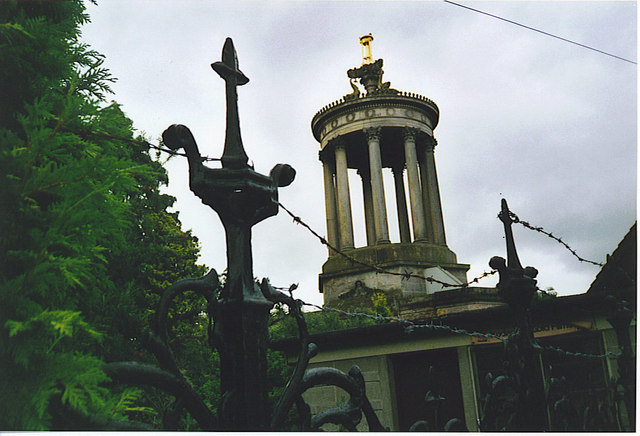
Памятник Роберту Бёрнсу, Алловей[англ.]
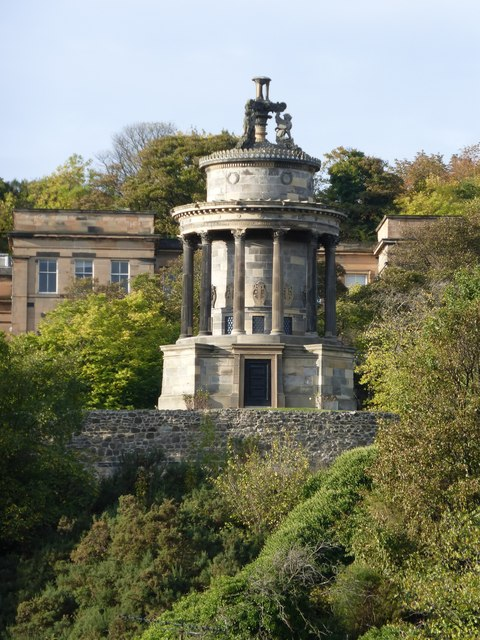
Памятник Роберту Бёрнсу, Колтон-Хилл, Эдинбург
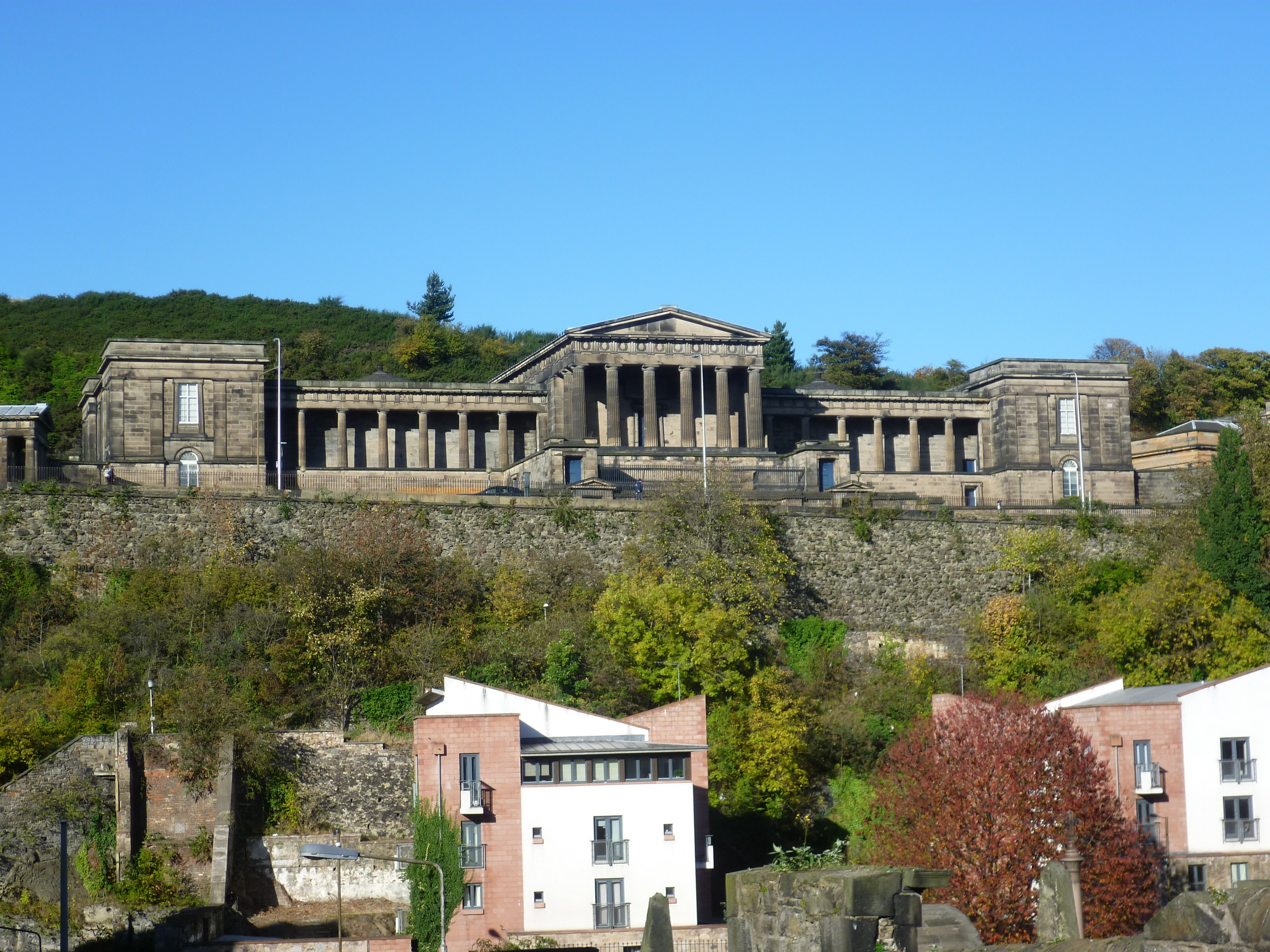
Старая Королевская школа[англ.], Колтон-Хилл, Эдинбург
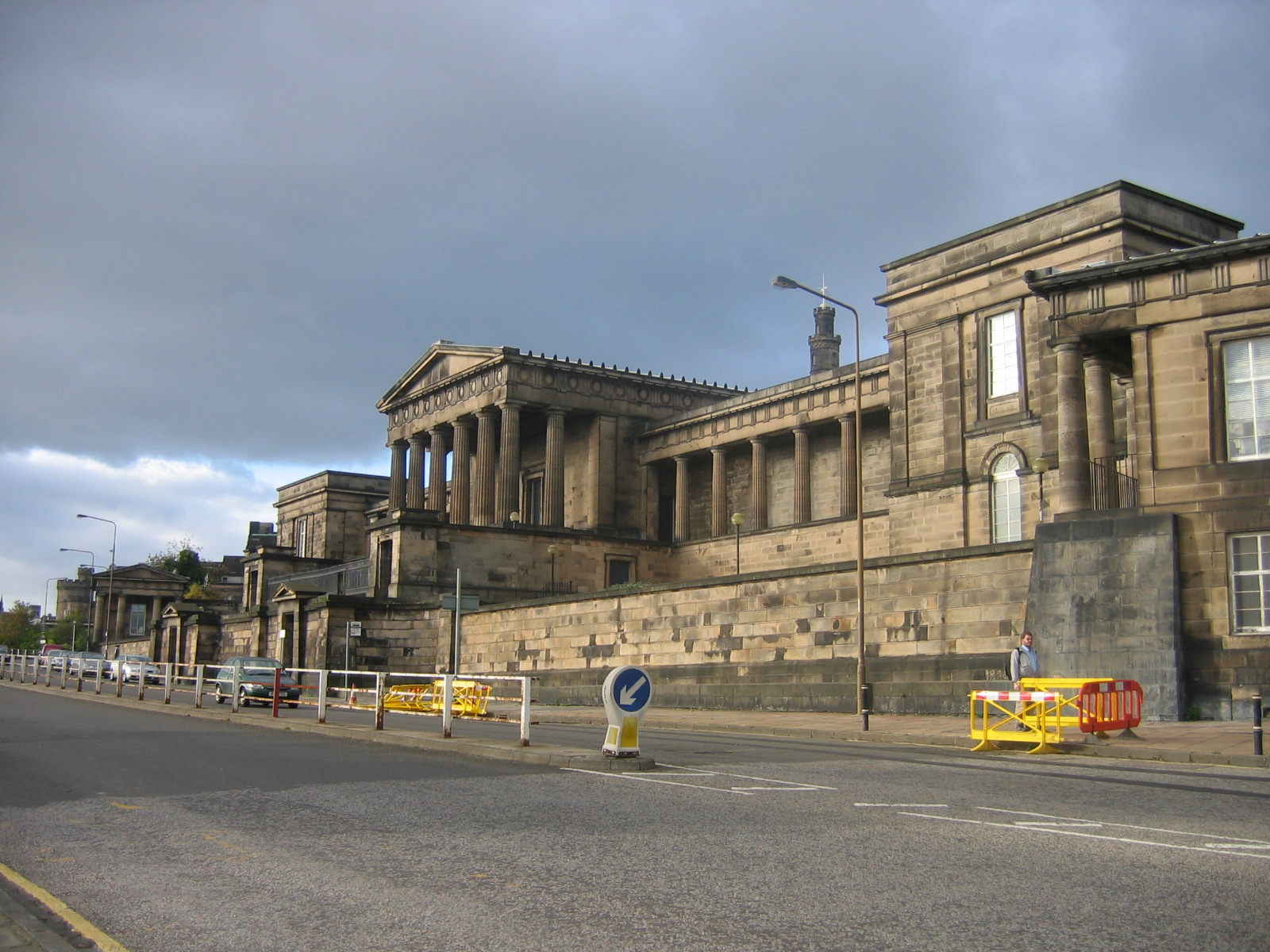
Старая Королевская школа[англ.], Колтон-Хилл, Эдинбург
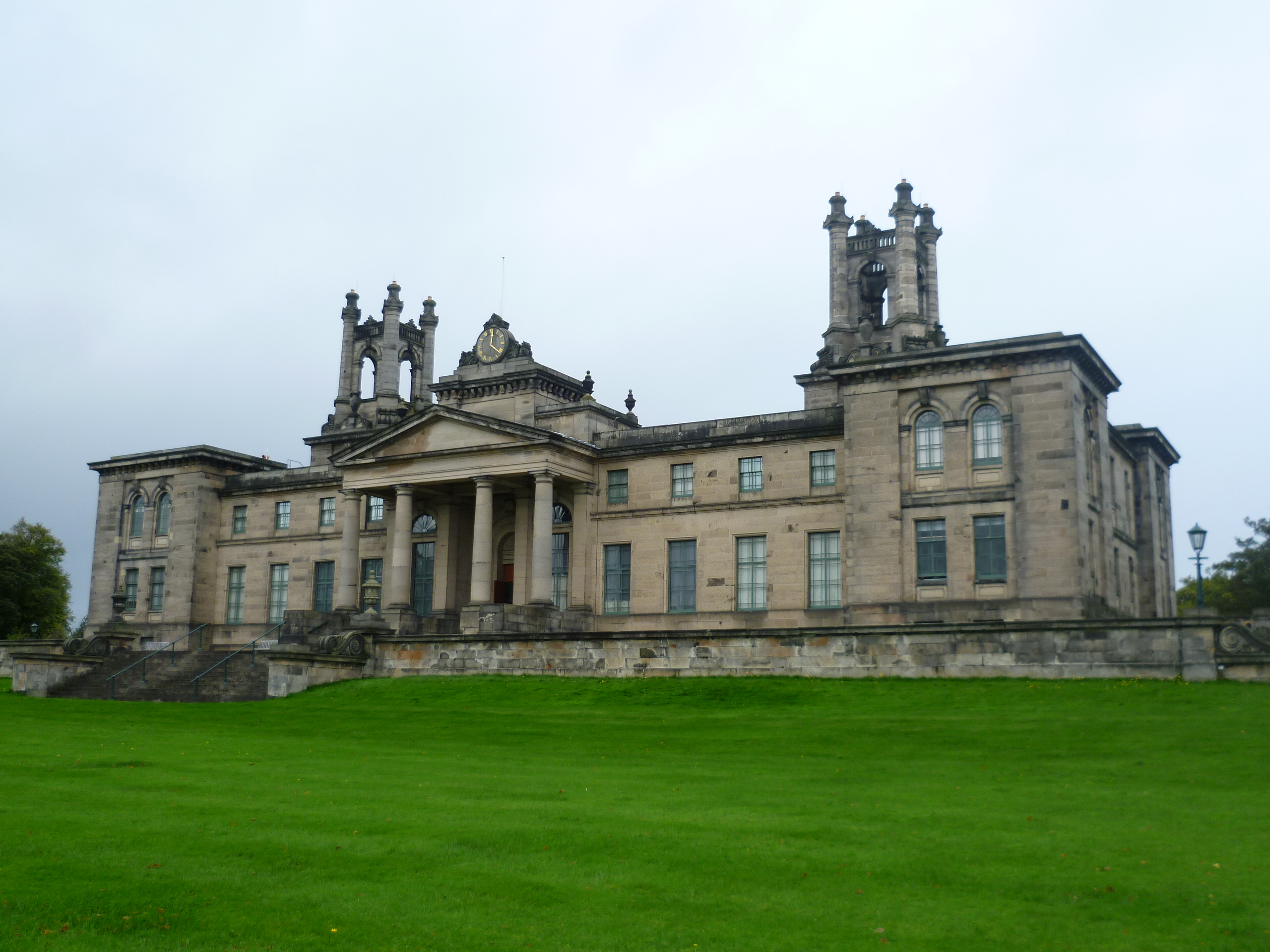
Сиротский приют Дина (Шотландская национальная галерея современного искусства), Эдинбург
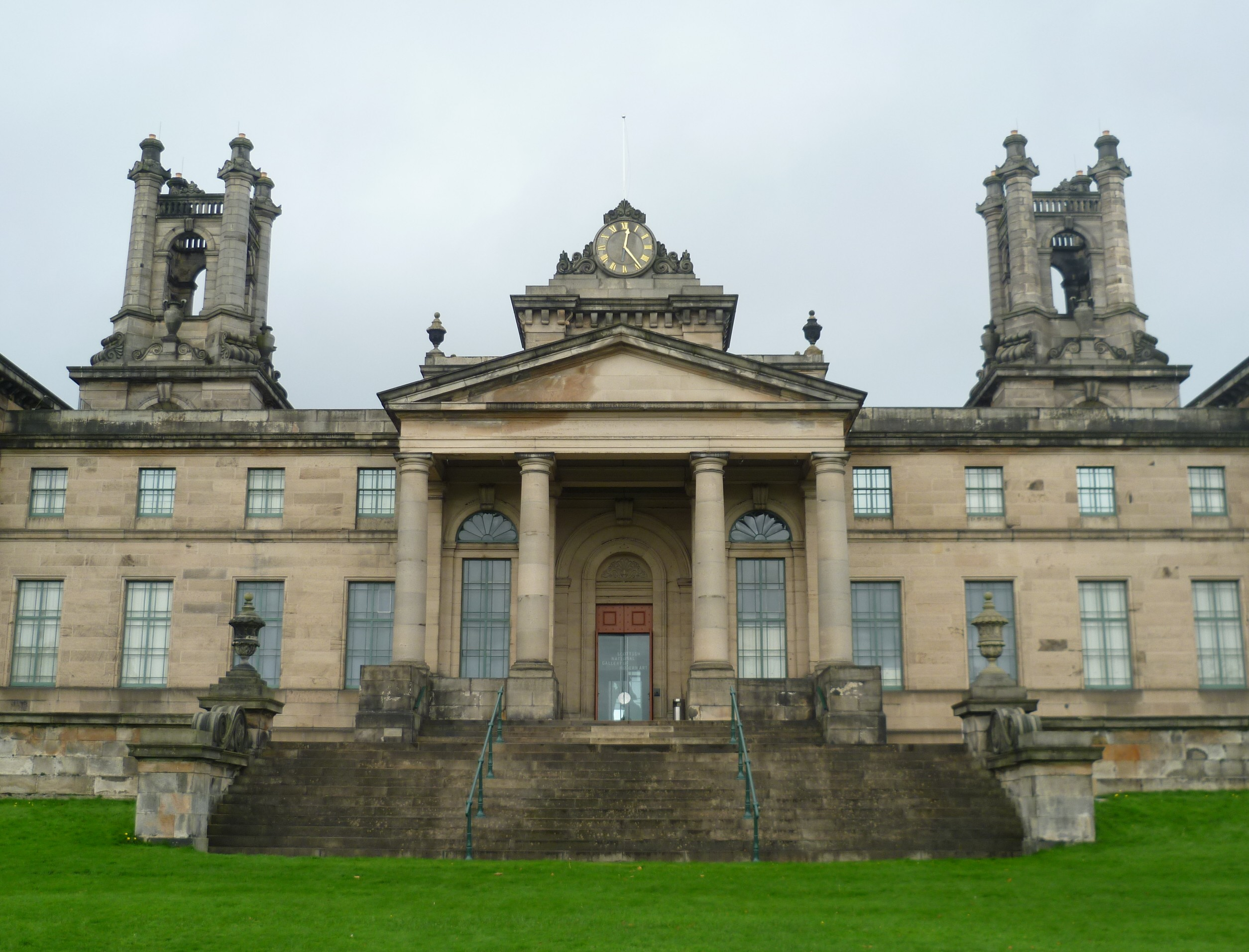
Портик и башни Сиротского приюта Дина
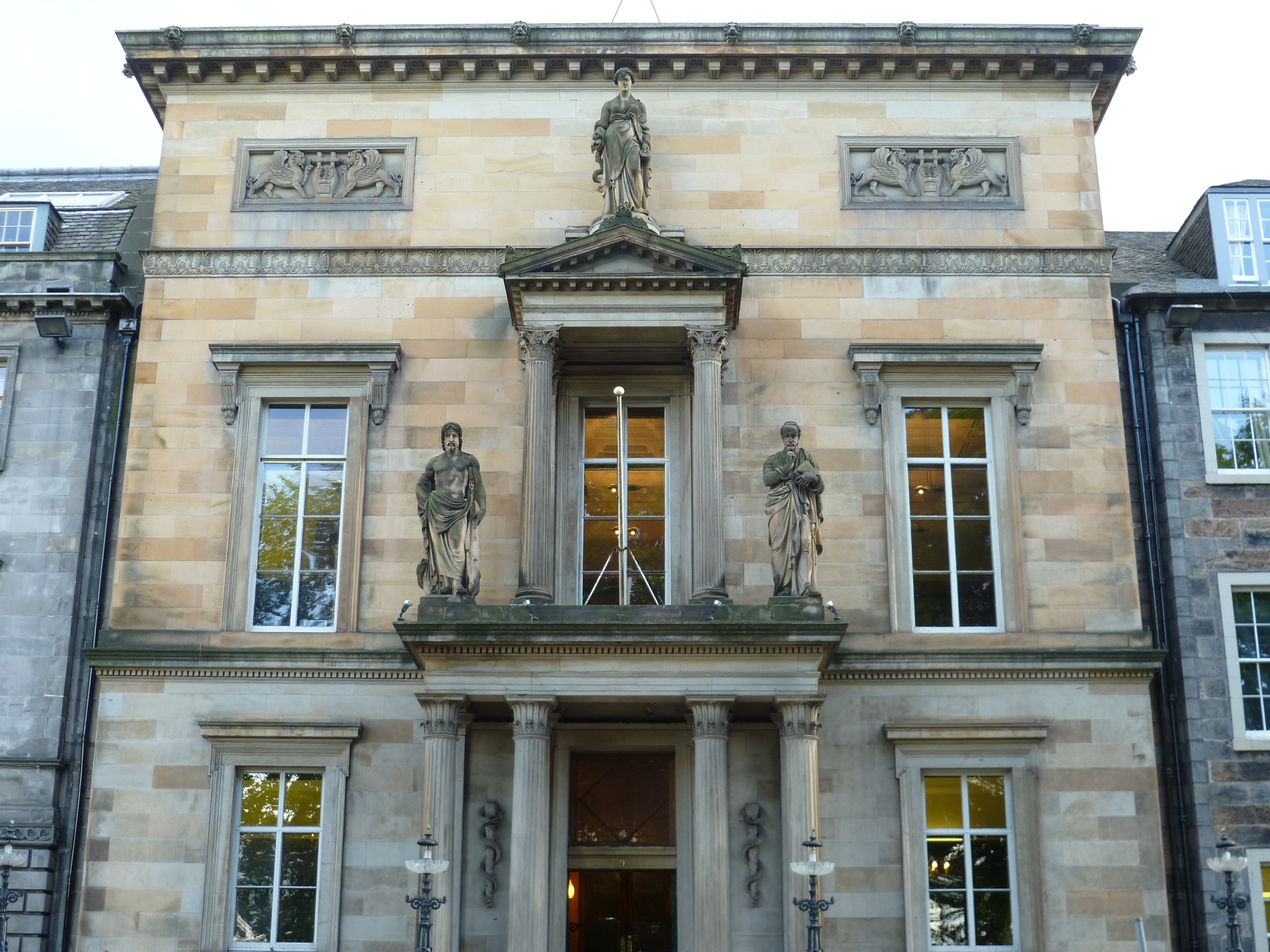
Королевский колледж врачей Эдинбурга[англ.]
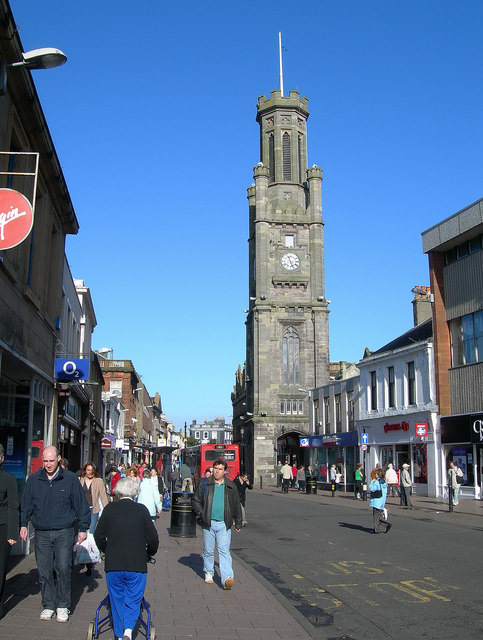
Башня Уоллеса[англ.] в Эршире
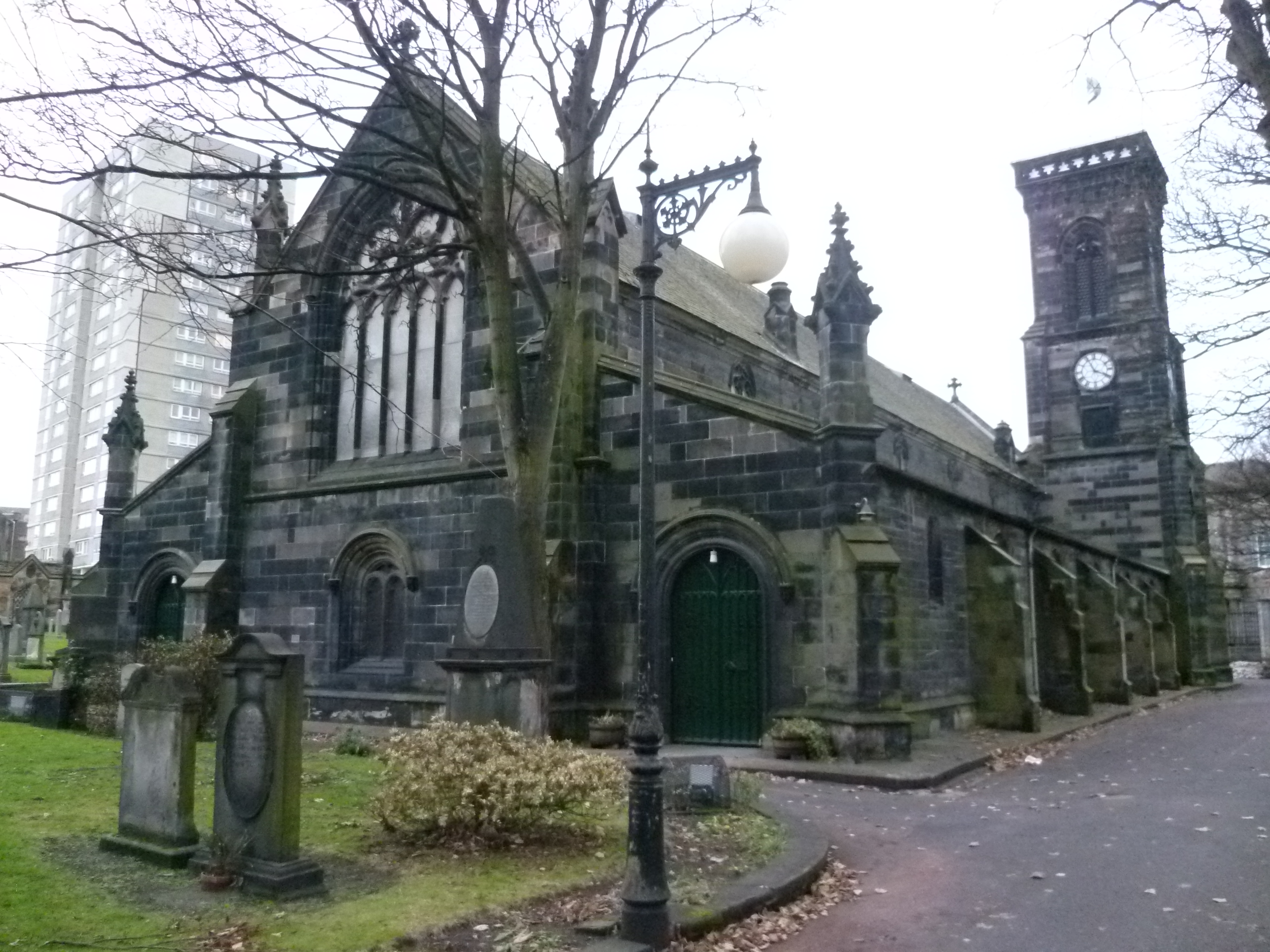
Церковь Южного Лита[англ.], Эдинбург, Южный Лит
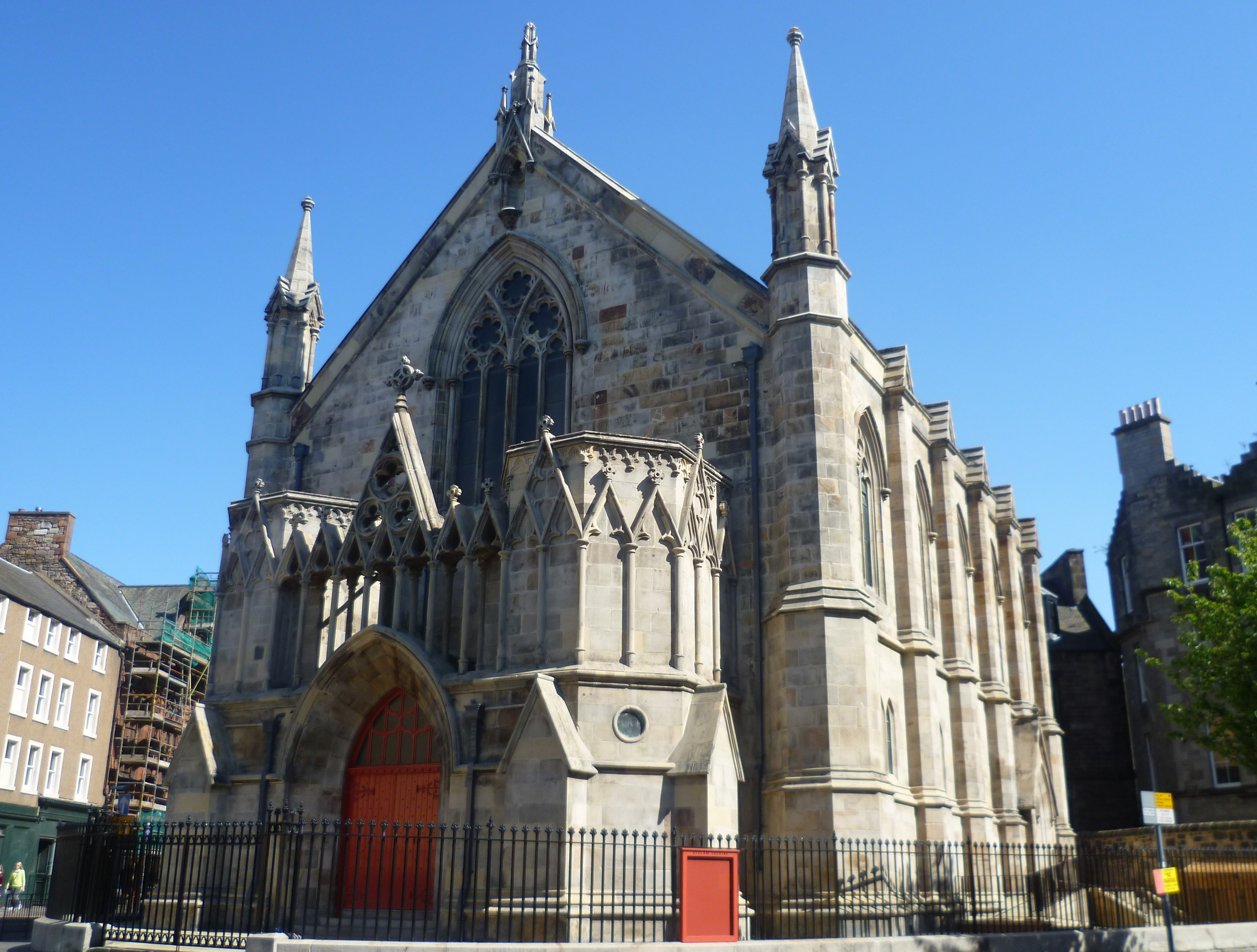
Пресвитерианская церковь прихода Нью-Норт (ныне театр "Бедлам"[англ.]), Эдинбург

### Статьи
- Fisher, Ian. Thomas Hamilton (англ.) // Scottish Pioneers of the Greek Revival. — Edinburgh, UK: The Scottish Georgian Society, 1984. — P. 37–42. — ISBN 9780950039213.